# Maxime Steinberg
Pour les articles homonymes, voir Steinberg.
Maxime Steinberg, né Sztejnberg le 13 décembre 1936 et mort le 26 juillet 2010, est un historien belge spécialiste de la Shoah et militant communiste de la première heure.
Steinberg a enseigné à l’Institut d’Histoire du Judaïsme de l’Université libre de Bruxelles.
De 1994 à 2000, il est chargé de mission auprès des ministres de l’Éducation et de l’Audiovisuel et de 1994 à 2002, il est directeur général du Centre d’Étude européen de la Shoah, de l’antisémitisme et du génocide.
Maxime Steinberg est considéré comme un des précurseurs de l'étude de la Shoah en Belgique, ses livres sont considérés comme l'œuvre de base sur ce sujet.

## Biographie
Maxime Steinberg naît dans une famille juive polonaise originaire de Kałuszyn. Ses parents vivent dans la clandestinité puis sont déportés durant la guerre. Seul son père revient après être passé par les camps d'Auschwitz (mine de Jawiszowice), Gross-Rosen, Buchenwald, et Theresienstadt. Maxime vit caché avec son frère à la campagne durant cette période.
Il s'engage tôt dans la politique, aux Jeunesses populaires de Belgique. Il est militant communiste puis militant syndical à la régionale bruxelloise de la Centrale Générale des Services Publics.
Il est professeur d'histoire dans l'enseignement secondaire durant vingt ans, notamment à l'Athénée royal de Koekelberg.

## Carrière

### Titres universitaires
- 1961, licence en Philosophie et Lettres section Histoire de l'Université libre de Bruxelles (ULB). Mémoire: Ralliement de la classe ouvrière à l'action politique, 1883-1885. Sous la direction de Jean Stengers.
- 1987, Docteur en Philosophie et Lettres section Histoire de l'Université libre de Bruxelles.
  - Thèse: La solution finale en Belgique: l'épreuve de la traque (1942–1944). Sous la direction de Jean Stengers.

### Enseignement
- 1961 – 1999 : Professeur d'histoire dans l'enseignement secondaire
- Depuis 1982 : Professeur associé à l'Institut d'Etudes du Judaïsme, Université libre de Bruxelles, pour le cours Question d'histoire de l'antisémitisme et du génocide.

### Autres fonctions
- 1980–1981: expert historique auprès de la partie civile au procès de Kurt Asche, ancien officier SS chargé des affaires juives à Bruxelles, devant la cour d'assises du Schelswig-Holstein, à Kiel
- 1994–2000: chargé de mission auprès du Ministre de l'Education et de l'Audiovisuel pour le cinquantième anniversaire de la fin de la Seconde Guerre mondiale et de la libération des camps nazis et la mission d'éducation à la citoyenneté Démocratie ou barbarie.
- 1995: création et conceptualisation du scénario du musée de la Déportation et de la Résistance à Malines
- Depuis 1995: membre du comité scientifique, et conseiller scientifique du Musée de la Déportation et de la Résistance à Malines, rédaction de scénarios historiographiques avec Herman Van Goethem et Laurence Schram
- 1994–2002: directeur général du Centre d'Etude Européen de la Shoah, de l'antisémitisme et du génocide
- 2005 : expert de contexte au procès de Kibungo (Rwanda 2) à la cour d'assises de Bruxelles.

### Livres personnels de l'historien
- Le Dossier Bruxelles-Auschwitz. La police SS et l'extermination des Juifs de Belgique, Édition Comité belge de Soutien à la partie civile dans le procès des officiers SS Ehlers, Asche, Canaris, responsables de la déportation des Juifs de Belgique, Bruxelles, 1980, 224 P.
- L'Etoile et le Fusil, t. I, La Question juive, 1940–1942, Éditions Vie Ouvrière, Bruxelles, 1983.
- L'Etoile et le Fusil, t. II, 1942, Les cent jours de la déportation des Juifs de Belgique, Éditions Vie Ouvrière, Bruxelles, 1984.
- L'Etoile et le Fusil, t. III, vol. 1 et 2, La Traque des Juifs, 1942–1944, Éditions Vie Ouvrière, Bruxelles, 1987.
- Un génocide au quotidien: Les yeux du témoin ou le regard du borgne, L'histoire face au révisionnisme, Éditions du Cerf, Paris, 1990. Lire en Ligne
  - (traduction néerlandaise: Johan de Roey): De ogen van het monster. De holocaust dag in dag uit[3], Hadewijch, Antwerpen-Baarn, 1992, 181 p.
- Un pays occupé et ses Juifs. Belgique entre France et Pays-Bas, Éditions Quorum, Gerpinnes, 1998; 314 p.
- La Persécution des Juifs en Belgique (1940–1945), Éditions Complexe, 2004; 318 p.

### Livres

#### En collaboration avecSerge Klarsfeld
- (de) Die Endlösung der Judenfrage in Belgien. Dokumente, The Beate Klarsfeld Foundation, New-York-Paris, 1980 (lire en ligne)
- Le Mémorial de la Déportation des Juifs de Belgique, Union des Déportés juifs de Belgique et Filles et Fils de la Déportation, The Beate Klarsfeld Foundation Bruxelles-New York, 1982, 1994.
- Memoriaal van de Deportatie der Joden uit België, Union des Déportés juifs de Belgique et Filles et Fils de la Déportation, The Beate Klarsfeld Foundation Bruxelles-New York, nouvelle édition, 1994.

#### En collaboration avec Laurence Schram
- Le convoi belge des Tsiganes du 15 janvier 1944, in: La Nouvelle Tribune, nouvelle série no 30, Bruxelles, décembre 2002.
- Malines-Auschwitz, la destruction des Juifs et des Tsiganes, in: Ward Adriaens, Maxime Steinberg, Laurence Schram, Patricia Ramet, Eric Hautermann, Mecheln-Auschwitz 1942–1944, Édition Musée Juifs de la Déportation et de la Résistance / Joodse Museum van Deportatie en Verzet, Malines / Mechelen - ASP (Academic & Scientific Publishers) - VUB Press, 2009, 18.500 photos de déportés. 4 volumes trilingues (néerlandais, français, anglais).

#### Plaquettes, brochures, dossiers
- Dossier Brussel-Auschwitz, De SS-politie en de uitroeiing van de Joden (gevolgd door gerechtelijke documenten van de rechtszaak Ehlers, Canaris en Asche bij het Assisenhof te Kiel, 1980), uitgegeven door het Steuncomité bij de burgerlijke partij in het proces tegen de SS-officieren Ehlers, Asche, Canaris, verantwoordelijk voor de wegvoering van de joden van België, Brussel, 1981, 232 p.
- Extermination, sauvetage et résistance des Juifs de Belgique, in: Bulletin périodique de documentation, édité par le Comité d'hommage des Juifs de Belgique à leurs héros et sauveurs, n° 4, avril 1979.
  - (traduction néerlandaise): Uitroeiing, Redding en Verzet van de Joden van België, uitgegeven door het Huldecomité van de Joden van België aan hun Helden en Redders, verantwoordelijke uitgever: S. Schneebalg, Brussel, 1979, 63 p.
- Le paradoxe de Wannsee, in: Cahier de la Mémoire, no 3, Wannsee et la shoah, polycopie éditée par Comité Zakhor - Union des déportés juifs, Bruxelles, 1992. Plaquette, dossier (en collaboration).
- Démocratie ou barbarie ...50 ans après, un défi pour l'école d'aujourd'hui, Ministère de l'Éducation, Bruxelles, 1994.
- Le génocide juif, 1941–1944. Dossier pédagogique, Ministère de l'Èducation, Bruxelles, 1994.

#### Préfaces
- À l'origine du communisme belge, l'extrême-gauche révolutionnaire d'avant 1914, in Henri de Man et Louis de Brouckère, Le mouvement ouvrier en Belgique (1911), un aspect de la lutte des tendances socialistes, traduit de l'allemand par René Deprez et présenté par Maxime Steinberg, Fondation J. Jacquemotte, Bruxelles, 1985. Préface, texte intégral.
- Préface, in Gwenaël Brees, L'affront national, le nouveau visage de l'extrême droite en Belgique, EPO-Reflex, Bruxelles, 1991.
- Préface, in Madeleine Jacquemotte-Thonart, Ma vie de militante 1907–1945, Université des Femmes, Bruxelles, 1992.

### Articles
- Joseph Jacquemotte, un certain combat, in: Cahiers Marxistes, 1974, avril, p. 27-34; mai, p. 33–39; juin-juillet, p. 38–43.
- Julien Lahaut, in: Cahiers Marxistes, septembre, 1975, p. 1–11.
- La problématique de la résistance juive, in: Points critiques, revue trimestrielle de l'Union des Progressistes Juifs de Belgique, novembre 1979, n 2, p. 8–29.
- The trap of legality: the Association of the Jews of Belgium, in: Yisrael Gutman, Cynthia J. Haft (sous la direction de), Patterns of Jewish Leadership in Nazi Europe 1933–1945. Proceedings of the Third Yad Vashem International Historical Conference, Jerusalem, April 4–7, 1977 (Jerusalem: Yad Vashem, 1979), p. 353–375. Réédition in: Michael R. Marrus (dir.), The Nazi Holocaust; historical articles on the destruction of European Jews (Westport Ct. USA: Meckler, 1989; 15 vols.), tome VI-2, p. 797–820.
- La solution finale en Belgique: autopsie d'un massacre, in: La Revue Nouvelle, Bruxelles, t.XXVIII, 10, 1983, p. 291–296.
- Le révisionnisme, une agression à la mémoire historique, in: MRAX Information, n 52, oct. 1988, Dossier sur le révisionnisme, p. 26.
- Les dérives de la mémoire d'Auschwitz, in: Centrale, n° 259, mars 1993, p. 6–9 et n° 260, juin 1993, pp. 11–14; in: Points Critiques, n 50, décembre 1992, pp.16–27.
- Les yeux du témoin et le regard du borgne. Lecture critique d'un génocide au quotidien, in: Cahiers du Centre de Recherches et d'Études historiques de la Seconde Guerre mondiale, n 12, mai 1989, p. 31–84.
- Malines, l'antichambre de la mort, in: Regards, III, 1979, p. 3–6.
- Wannsee, le 20 janvier 1942, in: Points Critiques, n 35, juillet 1988.
- Compte rendu de La Destruction des Juifs d'Europe de Raul Hilberg, in: Annales: Économie, Sociétés, Civilisations, n 43, Paris, mai-juin 1988, p. 666–669.
- Faced with the Final Solution in Occupied Belgium. The Church’s Silence and Christian Action, in: Yehuda Bauer et al. (eds.), Remembering for the Future. Working Papers and Addenda (Oxford etc.: Pergamon Press, 1989), tome 3, p. 2745–2758
- Le paradoxe français dans la Solution finale à Ouest, in: Annales: Économie, Sociétés, Civilisations, n 48, Paris, mai-juin 1993, p. 583–594.
- L'historien, le citoyen et ... l'extrême droite, in: Clio, no 102, Louvain-La-Neuve, oct.-nov.-déc. 1994.
- The Jews in the Years 1940–1944: Three Strategies for Coping with a Tragedy, in: Dan Michman (ed.), Belgium and the Holocaust: Jews, Belgians, Germans (Jerusalem: Yad Vashem/Ramat-Gan: Bar-Ilan University, 1998), p. 347–372.
- La tête sur le billot ou la question juive en 1940, in: F. Balace (dir.), Jours de guerre, Jours de chagrin, II, 6, Éd. Crédit Communal de Belgique, Bruxelles, 1992, p. 39–63.
- Le Vel d'Hiv français dans la solution finale en Europe in: Points critiques, n°306, mai 2010

#### En collaboration avecSerge Klarsfeld
- La déportation des Juifs de Belgique, le verdict du procès de Kiel, in Le Monde juif, n° 109, 1983.

catalogue.
- Malines, antichambre de la mort, in 1940–1944: les années ténèbres. Déportation et résistance des Juifs en Belgique, Musée juif de Belgique, 1992, contributions.
- Belgique: la crise congolaise dans le Parti Ouvrier Belge 1907-1908, in G. Haupt et M. Reberioux, La deuxième internationale et l'Orient, Ed. Cujas, Paris, 1967.
- Historique des convois, in Serge Klarsfeld et Maxime Steinberg, Le Mémorial de la Déportation des Juifs de Belgique, Union des Déportés juifs de Belgique et Filles et Fils de la Déportation, The Beate Klarsfeld Foundation Bruxelles-New York, nouvelle édition, 1994.
- L'écho de la révolte en Belgique: une lecture paradoxale,  in J. Kotek, L'insurrection du ghetto de Varsovie, textes réunis par Joël Kotek autour de Raul Hilberg, Complexe-CEESAG, Bruxelles, 1994, pp.99-116.
- L'interprétation belge des décisions de l'Internationale sur le ministérialisme 1909-1911,  in International Review of Social History, Vol. X (1965), Part 2.
- La 'Judenpolitik': le sens de l'opportunité, in Les Juifs de Belgique, de l'immigration au génocide 1925/1945, CREHSGM, Bruxelles, 1994.
- La fondation du Parti ouvrier Belge et le ralliement de la classe ouvrière à l'action politique 1882-1886, in Cent ans de socialisme belge, Contradictions, n 44, Bruxelles, 1985.
- La piste judéo-bolchevique? Une bonne question mal posée, in Y. Thanassekos & H. Wismann, éd. Révision de l histoire, totalitarismes, crimes et génocides nazis, Le Cerf, Paris, 1990, pp. 176-186.
- La question juive, in A. Despy-Meyer, A. Dierkens et F. Scheelings, 25.11.1941 L'Université Libre de Bruxelles ferme ses portes, Archives de l'U.L.B, Bruxelles, 1991
- La symbolique d'Auschwitz ou l'impasse de la mémoire, in Micheline & Natan Weinstock, ed., Pourquoi le Carmel d'Auschwitz?, Revue de l'Université Libre de Bruxelles, 1990/3-4, pp. 47-62.
- La tête sur le billot, in F. Balace (dir.), Jours de guerre, Jours de chagrin II, 6, Crédit Communal, Bruxelles, 1992, pp. 39-64.
- La tragédie juive en Belgique: un ravage de la xénophobie, in A. Morelli, éd., Histoire des Etrangers et de l'Immigration en Belgique de la préhistoire à nos jours, Éditions Vie Ouvrière, Bruxelles, 1992, p. 233-254
- Le génocide aux rendez-vous du palais, in Justice et Barbarie 1940–1944, in Juger, n 6-7, 1994.
- Le paradoxe français dans la solution finale à l'Ouest, in Présence du passé, lenteur de l'histoire, Vichy, l'Occupation, les Juifs, in Annales, Economies, Sociétés, Civilisations, n 3, mai-juin 1993, p. 567-582.
- Le paradoxe xénophobe dans la solution finale en Belgique occupée, in L'Occupation en France et en Belgique 1940-1944, Actes du colloque de Lille 26-28 avril 1985, Revue du Nord, n 2 Hors-série, 1988, p. 653-664.
- Le racisme au présent: un futur antérieur?, in Face au racisme, l'Europe?, Actes du colloque du Mrax, 6 décembre 1993, J.M. Faux, Bruxelles, 1994
- Les étrangers suspects, in F. Balace (dir.), Jours de guerre, Jours de sursis, 1, Crédit Communal, Bruxelles, 1990, p. 103-110.
- Les Juifs de 1940 à 1944: trois stratégies pour une tragédie, in Les Juifs de Belgique, de l'immigration au génocide 1925/1945, CREHSGM, Bruxelles, 1994

## Film
Video sur Youtube : Maxime Steinberg - L'enfant caché, un succès de la Résistance .

## Prix obtenus
- Prix du Mensch 2008, prix décerné par le Centre communautaire laïc juif (CCLJ, Bruxelles) qui honore une personnalité de la communauté juive de Belgique pour son humanisme.
  - Maxime Steinberg - Mensch 2008
- Dov Lieberman 1979, attribué par l'Institut des hautes études Juives à Bruxelles
- Prix Condorcet-Aron du livre : Messieurs Maxime Steinberg pour La Persécution des Juifs en Belgique (1940–1945) édité aux Éditions Complexe et Christian Panier pour Comprendre la justice publié chez Academia Bruylant.